# 스테판 리브
스테판 다니엘 파트뤼크 리브(스웨덴어: Stefan Daniel Patryk Liv, 1980년 12월 21일 ~ 2011년 9월 7일)는 스웨덴의 아이스하키 선수이며, 포지션은 골텐더이다.
1999년 엘리트세리엔의 HV71에서 데뷔했으며, 2000년 NHL 드래프트에서 3순위로 디트로이트 레드윙스의 지명을 받았다. 하지만 곧바로 이적하지는 않고 계속 HV71에서 활약한 뒤 2006년 디트로이트 레드윙스와 계약했으나, 곧바로 아메리칸 하키 리그의 그랜드래피즈 그리핀스로 팀을 옮겼다. 이후 시즌 도중 ECHL의 털리도 스톰으로 이적했으며, 시즌 종료 후 HV71로 복귀하였다. 그 뒤 2010년 콘티넨탈 하키 리그의 시비리 노보시비르스크 소속으로 활약했으며, 시즌 종료 후 로코모티프 야로슬라블에 입단하였다.
또한 스웨덴 아이스하키 국가대표팀 소속으로 두 번의 동계 올림픽 (2006년, 2010년)과 다섯 번의 세계 아이스하키 선수권 대회(2002년, 2004년, 2005년, 2006년, 2008년)에 출전했으며, 이 중 2006년 동계 올림픽 금메달 및 2006년 세계 아이스하키 선수권 대회 금메달, 2004년 세계 아이스하키 선수권 대회 은메달, 2002년 세계 아이스하키 선수권 대회 동메달을 따는 데 기여하였다.
2011년 9월 7일 HC 디나모 민스크와의 콘티넨탈 하키 리그 개막전을 치르기 위해 Yak-42를 타고 이동하던 도중 벨라루스 민스크-1 공항에서 2km 떨어진 지점에서 항공 사고가 발생했으며, 리브를 포함한 탑승객 44명이 그 자리에서 사망하였다.

## 같이 보기
- 로코모티프 야로슬라블 비행기 추락 사고